# Любомир Бенковски (Бенджи)
Любомир Бенковски – Бенджи е професионален фотограф и фотожурналист.

## Биография
Роден на 10 август 1961 г. в Плевен. Занимава се професионално с фотография, фотожурналистика и операторско майсторство от 1984 г. Работил като оператор в ТВС – Враца към БНТ, фотограф в Историческия музей в Плевен, няколко регионални плевенски вестника като фотожурналист и оператор в две плевенски, една варненска и една гръцка телевизии. Кореспондент на БТА за Северна България до 2000 г. в Плевен. След 2000 г. живее във Варна и работи като регионален мениджър на Агенция Булфото за Североизточна България. От 2022 година отново се премества в родния си град Плевен и е регионален мениджър на Агенция Булфото за Северна България.
Работил е за най-големите български вестници „24 часа“ и „Труд“. Един от основателите и от първите кореспонденти на Агенция „Булфото“. Организира и води първите за България курсове за фоторепортери и журналистическа фотография.  Творческите му интереси са в областта на репортажната фотография, градския живот, човешката природа, условната абстракция и концептуализма.
Реализирал е 13 самостоятелни изложби с фотография в Плевен, Варна, София и Серес-Гърция. Участвал е в множество колективни изложби за фотография и изобразително изкуство, национални и международни фотографски салони и симпозиуми. 

## Авторски изложби
- 13 януари 1989 г. – „Послания без ретуш“ – Клуб на дейците на културата – Плевен
- 23 септември 1990 г. – „Еко-Логично равновесие“ – Галерия „Исторически музей“ – Плевен
- 20 август 1992 г. – Изложба фотография – Серес – Гърция
- 2 март 1995 г. – „Непубликувани репортажи“ – Художествена галерия „Илия Бешков“ – Плевен
- 26 април 1996 г. – „Алтер его“ – Галерия „Колизеум“ – Плевен
- 27 март 1997 г. – „Впечатления“ – Художествена галерия „Илия Бешков“ – Плевен
- 8 юли 1997 г. – „Впечатления“ – Централен дом на архитектите – София
- 8 март 1998 г. – „Фотография“ – Галерия „ЕА“ – Плевен
- 6 септември 1998 г. – „Впечатления“ – Фотоваканция 98 - Приморско
- 8 май 2000 г. – „Впечатления“ – Галерия „3,14“ – Варна
- 9 октомври 2011 г. – „Разум и чувства“ – Дворец на културата и спорта – Варна
- 4 октомври 2013 г. – „Разум и чувства“ – Галерия „Буларт“ – Варна [2]
- 9 март 2023 г. - "Instagram Бендживизъм" - Художествена галерия „Илия Бешков“ – Плевен https://darik.bg/lubomir-benkovski-bendzi-predstavi-

## Награди
- Репортер на годината – Награда на вестник „Полемика“ (1994)
- Два пъти Голямата награда – фотоконкурс „Око за другите“ (2005, 2001)
- Награда за журналистика на в-к „24 часа" – „Оная награда“ (2003)
- Специалната награда фото журналистика „БГ ПРЕСФОТО“ (2011)
- Две втори награди за фото журналистика - „БГ ПРЕСФОТО" (2006, 2017)
- Златен медал на конкурса „Фотоакадемика“ (2016) [3][4]
- „Награда Варна 2021“ в раздел Журналистика (фотожурналистика)
- Златен медал в раздел "Фотожурналистика" и Купата на "XI Международен фотосалон Пловдив" 2024 https://bnr.bg/horizont/post/102034433/fotografat-lubomir-benkovski-bendji-specheli-nai-visokoto-otlichie-v-xi-mejdunaroden-fotosalon-plovdiv-2024

## За него
- „Послания без ретуш“ – в-к „Народен глас“, 9 февруари 1989
- „Да откриеш красотата дори в отпадъците“ – в-к „Посоки“, 27 март 1997, бр. 57
- „Фотограф търси красотата в сметта“ – в-к „Новинар“, 8 юли 1997
- „Свои фотографски абстракции ще подреди Любомир Бенковски“ – в-к „Стандарт“, 8 юли 1997
- „ТВ операторът Бенджи разкраси боклука“ – в-к „Морски Труд“, 11 май 2000
- „Фотограф струпа артистичен боклук“ – в-к „Народно дело“, 9 май 2000
- „Операторът Любомир Бенковски подреди изложба“ – в-к „24 часа“, 10 юни 2000
- „Наши хора обраха фотонагради“ – в-к „24 часа“, 3 април 2001
- „Отличниците на „24 часа“ – в-к „24 часа“, 15 декември 2003
- „Оная награда“ за наш фоторепортер“ – в-к „24 часа“, 17 декември 2003
- „Потомък на граф снима за „24 часа“ – в-к „24 часа“, 31 декември 2003
- „Наш човек пак е N1 за смешна снимка“ – в-к „24 часа“, 1 април 2005
- „Наш фотограф дебютира като актьор“ – в-к „24 часа“, 31 май 2006
- „Наш човек оглави „Булфото“ във Варна“ – в-к „Морски Труд“, 27 март 2007
- „В България има глад за квалифицирани фоторепортери“ – в-к „Посредник“, 19 януари 2010
- „Фотограф засне човешките чувства във Варна“ – в-к „Народно дело“, 7 октомври 2013
- Варненският фотограф Любомир Бенковски-Бенджи откри изложба“ – в-к „Черно море“, 8 октомври 2013
- „Да уловиш мига“ – сп. „Фаворит“ март/април 2008, бр. 12
- Иво Югов, „100 От най-популярните личности на Варна в началото на 21 век“. Изд: РИА СПЕКТРА-Варна, 2015